# الجمعية الدولية لعلم المناعة العصبية
الجمعية الدولية لعلم المناعة العصبية (بالإنجليزية: International Society of Neuroimmunology)‏ وتُدعى اختصاراً ISNI، هي جمعية طبية تأسست في المؤتمر الدولي الثاني لعلم الأعصاب والذي عقد في فيلادلفيا في عام 1982م.